# بيتر شيلتون (نحات)
بيتر شيلتون (بالإنجليزية: Peter Shelton)‏ هو نحات أمريكي، ولد في 18 يناير 1951 في تروي في الولايات المتحدة.